# Realme 7
realme 7 — смартфон середнього класу, розроблений компанією realme, що є наступником realme 6. Існують дві версії: глобальна і азійська, що відрізняються основним модулем тилової камери. Азійський realme 7 був представлений 3 вересня 2020 року разом з realme 7 Pro, а глобальний — 7 жовтня 2020 року. Також 19 листопада того ж року для ринку Європи був представлений realme 7 5G з підтримкою мереж 5G.
Крім цього під серією «narzo» було представлено кілька подібних моделей:
- realme narzo 20 Pro — подібна до realme 7 модель з іншим дизайном задньої панелі, меншим акумулятором та швидшою зарядкою.[7] Є наступником realme Narzo.
- realme narzo 30 — подібна до realme 7 модель з іншим дизайном задньої панелі і без ультраширококутного модуля камери.[8]
- realme narzo 30 Pro 5G — подібна до realme 7 5G модель з іншим дизайном задньої панелі і без сенсора глибини. Є наступником realme narzo 20 Pro.[9]

## Дизайн
Екран виконаний зі скла Corning Gorilla Glass 3. Корпус виконаний з пластику.
Знизу знаходяться роз'єм USB-C, динамік, 2 мікрофони та 3.5 мм аудіороз'єм. З лівого боку смартфона розташовані кнопки регулювання гучності та слот під 2 SIM-картки і карту пам'яті формату microSD до 256 ГБ. З правого боку розміщена кнопка блокування смартфону, в яку вбудований сканер відбитків пальців.
realme 7 продається в кольорах Mist White (білий) та Mist Blue (синій).
realme 7 5G продається в кольорі Baltic Blue/Mist Blue (синій).
realme narzo 20 Pro продається в кольорах White Knight (білий) та Black Ninja (чорний).
realme narzo 30 продається в кольорах Racing Blue (синій) та Racing Silver (сріблястий).
realme narzo 30 Pro продається в кольорах Sword Black (чорний) та Blade Silver (сріблястий).

## Технічні характеристики

### Платформа
4G версія, narzo 20 Pro та 30 отримали процесор MediaTek Helio G95 та графічний процесор Mali-G76 MC4.
5G версія та narzo 30 Pro отримали процесор MediaTek Dimensity 800U та графічний процесор Mali-G57 MC3.

### Батарея
Батарея narzo 20 Pro отримала об'єм 4500 мА·год та підтримку швидкої зарядки SuperDart Charge на 65 Вт, а інші моделі — 5000 мА·год та підтримку швидкої зарядки Dart Charge на 30 Вт, що заряджає смартфон на 50% за 26 хвилин та на 100% за 65 хвилини (рекламується).

### Камер
Глобальна, 5G версії realme 7 та narzo 20 Pro отримали основну квадрокамеру 48 Мп, f/1.8 (ширококутний) + 8 Мп, f/2.3 (ультраширококутний) з кутом огляду 119˚ + 2 Мп, f/2.4 (макро) + 2 Мп, f/2.4 (сенсор глибини) з фазовим автофокусом.
Азійська версія realme 7 отримала основну квадрокамеру 64 Мп, f/1.8 (ширококутний) + 8 Мп, f/2.3 (ультраширококутний) з кутом огляду 119˚ + 2 Мп, f/2.4 (макро) + 2 Мп, f/2.4 (сенсор глибини) з фазовим автофокусом. 
narzo 30 отримав основну потрійну камеру 48 Мп, f/1.8 (ширококутний) з кутом огляду 119˚ + 2 Мп, f/2.4 (макро) + 2 Мп, f/2.4 (сенсор глибини) з фазовим автофокусом. 
narzo 30 Pro 5G отримав основну потрійну камеру 48 Мп, f/1.8 (ширококутний) + 8 Мп, f/2.3 (ультраширококутний) з кутом огляду 119˚ + 2 Мп, f/2.4 (макро) з фазовим автофокусом. 
Всі моделі вміють записувати відео у роздільній здатності 4K@30fps. Фронтальна камера усіх моделей отримала роздільність 16 Мп, світлосилу f/2.1 (ширококутний) та здатність запису відео у роздільній здатності 1080p@30fps.

### Екран
Екран IPS LCD, 6.5", FullHD+ (2400 × 1080), із співвідношенням сторін 20:9, щільністю пікселів 405 ppi та круглим вирізом під фронтальну камеру. 4G версія realme 7, narzo 20 Pro та narzo 30 отримала частоту оновлення екрану 90 Гц, а 5G та narzo 30 Pro — 120 Гц.

### Пам'ять
Глобальний realme 7 продається в комплектаціях 4/64, 6/64 та 8/128 ГБ.
Азійська версія realme 7 продається в комплектаціях 6/64 та 8/128 ГБ.
realme 7 5G продається в комплектаціях 6/128 та 8/128 ГБ.
realme narzo 20 та 30 Pro продається в комплектаціях 6/64 та 8/128 ГБ.
realme narzo 30 продається в комплектаціях 4/64, 4/128 та 6/128 ГБ.

### Програмне забезпечення
realme narzo 30 5G був випущений на realme UI 2 на базі Android 11. Інші моделі були випущені на realme UI 1 на базі Android 10. Були оновлені до realme UI 3 на базі Android 12.